# Neuhimmelreich
Neuhimmelreich ist ein Gemeindeteil von Bergkirchen im oberbayerischen Landkreis Dachau. Das Dorf liegt circa zwei Kilometer südöstlich von Bergkirchen und hat einen eigenen Badesee.